# Hutuna
Hutuna is een geslacht van vlinders van de familie grasmotten (Crambidae), uit de onderfamilie Spilomelinae.

## Soorten
- H. aurantialis Hampson, 1917
- H. nigromarginalis Whalley, 1962